# Stanisław Dziekoński
Stanisław Krzysztof Dziekoński (ur. 8 lipca 1967 w Ostrowi Mazowieckiej) – polski prezbiter rzymskokatolicki, profesor nauk społecznych, nauczyciel akademicki Uniwersytetu Kardynała Stefana Wyszyńskiego w Warszawie, rektor tej uczelni w kadencjach 2012–2016 i 2016–2020.

## Wykształcenie
W latach 1986–1992 odbył formację kapłańską w Wyższym Seminarium Duchownym (WSD) w Łomży. 30 maja 1992 został wyświęcony na kapłana Diecezji Łomżyńskiej. Następnie w latach 1992–1994 studiował katechetykę na Wydziale Teologicznym Akademii Teologii Katolickiej w Warszawie (ATK).
W 1999 na podstawie rozprawy pt. „Wychowanie w nauczaniu Kościoła od początku XIX wieku do Soboru Watykańskiego II” uzyskał w ATK stopień doktora nauk teologicznych w zakresie katechetyki i został profesorem WSD w Łomży. Stopień doktora habilitowanego nauk teologicznych w zakresie katechetyki uzyskał w Wydziale Teologicznym UKSW w 2006 na podstawie dorobku i monografii pt. „Formacja chrześcijańska dziecka w rodzinie w nauczaniu Kościoła (od Leona XIII do Jana Pawła II)” (Warszawa 2006). Następnie został mianowany profesorem nadzwyczajnym UKSW.
8 października 2014 odebrał z rąk Prezydenta RP postanowienie o nadaniu tytułu naukowego profesora nauk społecznych.
Odznaczony Krzyżem Kawalerskim Orderu Odrodzenia Polski (2020).

## Funkcje akademickie
W latach 2008–2012 był dziekanem Wydziału Teologicznego UKSW. Został kierownikiem Katedry Psychologicznych i Pedagogicznych Podstaw Katechetyki na tym Wydziale. W 2009 wszedł w skład Polskiej Komisji Akredytacyjnej. 11 kwietnia 2012 został wybrany rektorem UKSW na kadencję 2012–2016. 18 marca 2016 uzyskał reelekcję na to stanowisko na kadencję 2016–2020.
Został zastępcą przewodniczącego Komitetu Nauk Teologicznych Polskiej Akademii Nauk.
W 2023 na wniosek prezesa Agencji Badań Medycznych Radosława Sierpińskiego został powołany w skład Naczelnej Komisji Bioetycznej przez ministra zdrowia Adama Niedzielskiego.

## Funkcje kościelne
Jest konsultorem Komisji Wychowania Katolickiego i Rady Naukowej Konferencji Episkopatu Polski.

## Wybrane publikacje
- Komunikacja wiary w trzecim tysiącleciu (red.), Olecko 2000
- Wychowanie w nauczaniu Kościoła. Od XIX w. do Soboru Watykańskiego II, Warszawa 2000
- Dydaktyka w służbie katechezy (red.), Kraków 2002
- Ewangelizować czy katechizować (red.), Warszawa 2002
- Katecheza ewangelizacyjna w rodzinie, parafii, szkole (red.), Warszawa 2002
- Przesłanie dokumentów katechetycznych Kościoła w Polsce (red.), Warszawa 2003
- Rozwój wychowawczej myśli Kościoła na przestrzeni ostatnich wieków, Warszawa 2004
- Formacja chrześcijańska dziecka w rodzinie w nauczaniu Kościoła – od Leona XIII do Jana Pawła II, Warszawa 2006
- Dwadzieścia lat katechezy w szkole, Warszawa 2010
- Mater ecclesiarum. Parafia św. Brunona Bonifacego w Łomży (1957-2010), Warszawa 2010
- Nauczanie religii katolickiej w szkole. Historia, współczesność, perspektywy, Warszawa 2010
- Wychowanie w wierze w kontekście przemian współczesności, Katowice 2011